# Artiletra
Artiletra és una revista bimensual de Cap Verd. Té la seu a Mindelo, i és la publicació no generalista de major circulació de Cap Verd. Artiletra publica articles i assaig, així com ficció literària (narracions curtes, poesia), sovint de prominents escriptors capverdians, cobrint temes com la cultura, educació i ciència de Cap Verd.